# Fortaleza Berdkunk
La  Fortaleza Berdkunk (en armenio:Բերդկունք), conocida también con el nombre de  Spitak Berd -Fortaleza Blanca-, Aghala o  Ishkhanats Amorts, es una antigua fortaleza armenia datada del siglo X, situada en el borde occidental de la población de Berdkunk en la Provincia de Geghark'unik' de Armenia.
Camino del castillo se encuentran dos khachkars una del siglo XII y la otra de entre los siglos XIV y XV. Con fecha 9 de enero de 2003 se aprobó la lista de los monumentos históricos y culturales de la región Gegharkunik de Armenia en la que está incluida el Castillo de Berdkunk.

## Galería

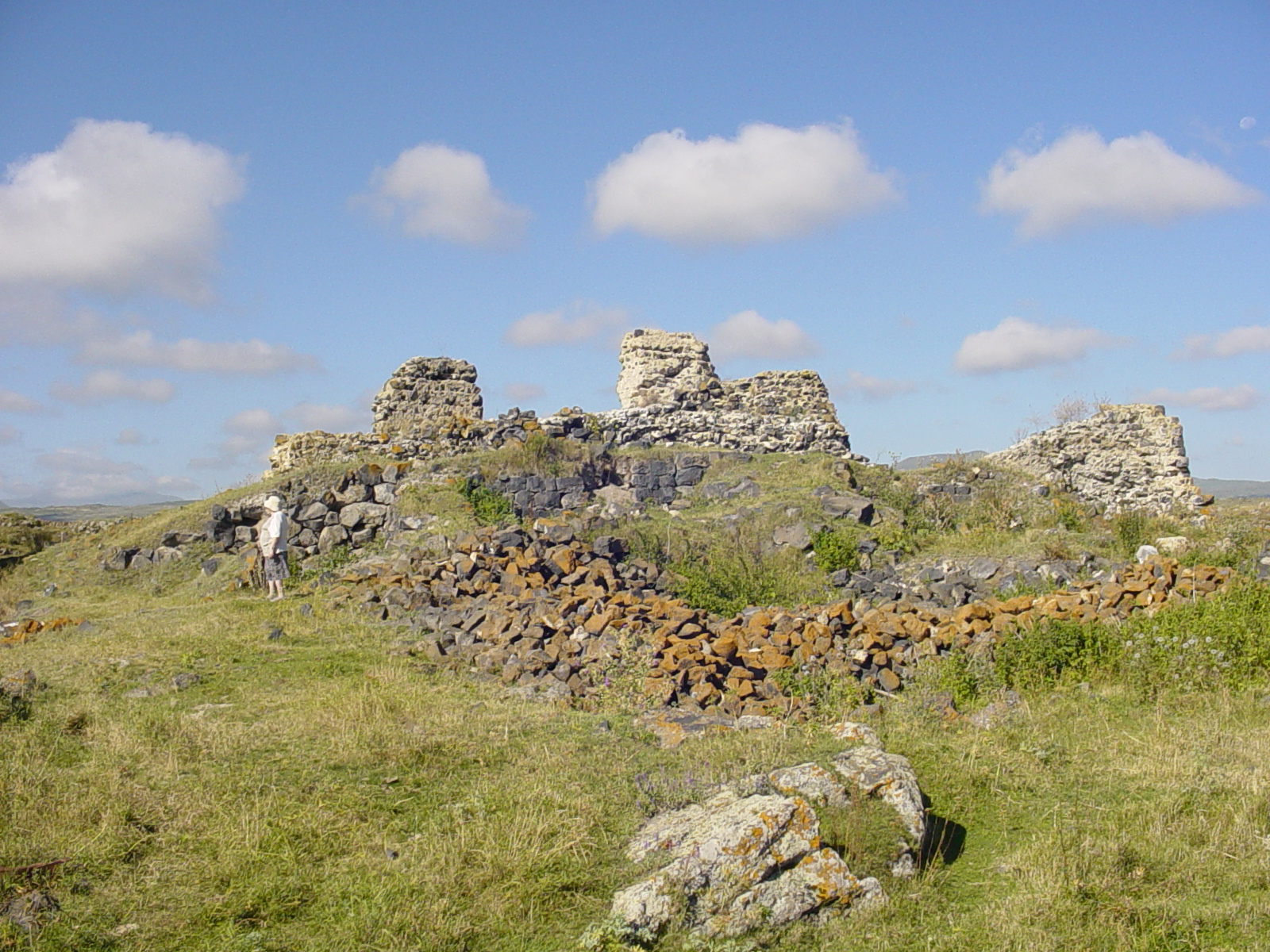
Fortaleza Berdkunk, vista de las murallas.
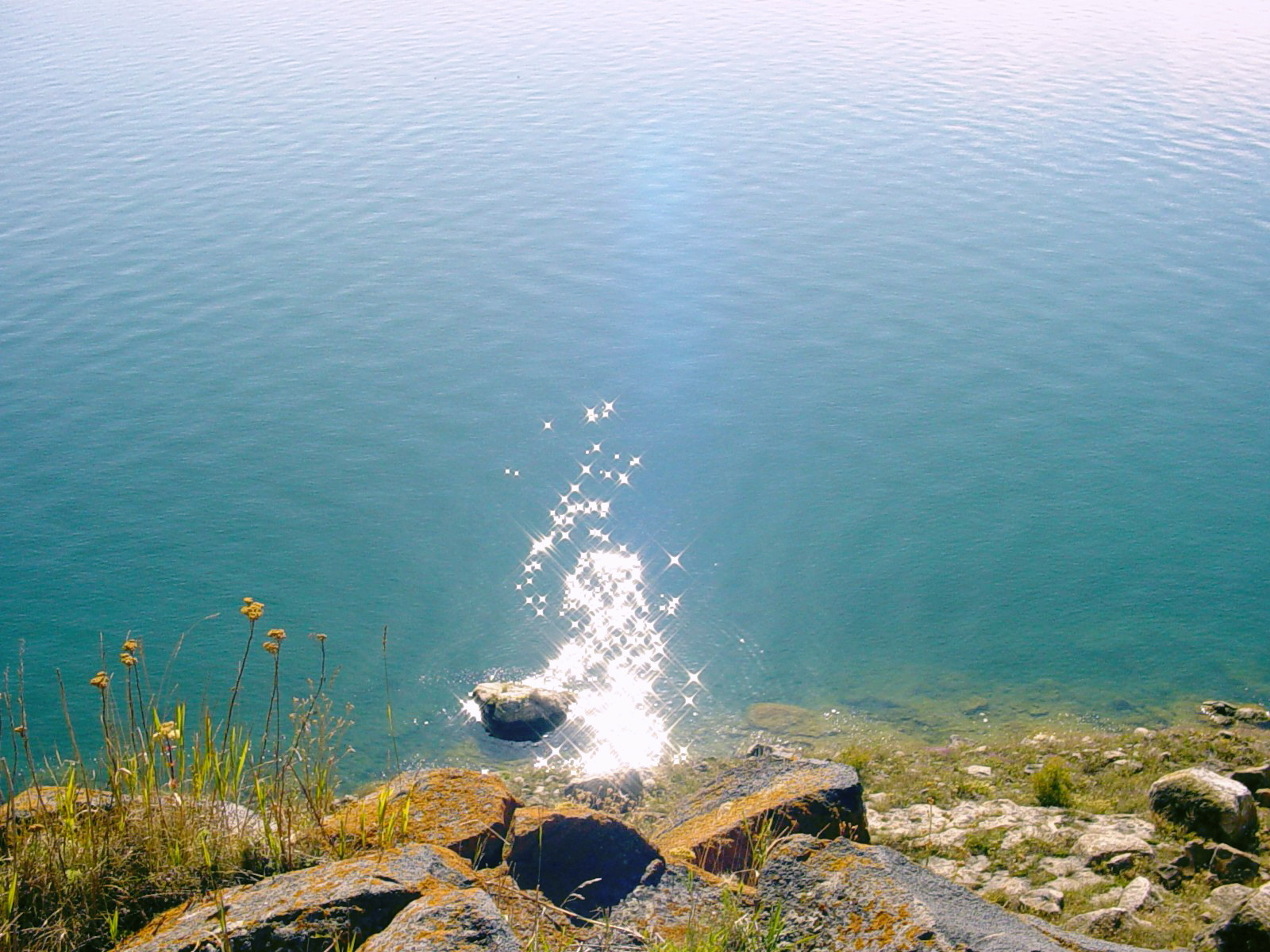
Vista desde la fortaleza Berdkunk.